# Stadsprijs Geraardsbergen 1949
De 18e editie van de Belgische wielerwedstrijd Stadsprijs Geraardsbergen werd verreden op 31 augustus 1949. De start en finish vonden plaats in Geraardsbergen. De winnaar was Emiel Faignaert, gevolgd door Albert Decin en Maurice Van Herzele.

## Uitslag
| Stadsprijs Geraardsbergen 1949 |                     |              |      |
| Plaats                         | Naam                | Ploeg        | Tijd |
| Winnaar                        | Emiel Faignaert     | Groene Leeuw |      |
| 2                              | Albert Decin        | Titan        |      |
| 3                              | Maurice Van Herzele | Groene Leeuw |      |

1912 · 1913 · 1914–1926 · 1927 · 1928–1932 · 1933 · 1934 · 1935 · 1936 · 1937 · 1938 · 1939 · 1940 · 1941 · 1942 · 1943 · 1944 · 1945 · 1946 · 1947 · 1948 · 1949 · 1950 · 1951 · 1952 · 1953 · 1954 · 1955 · 1956 · 1957 · 1958 · 1959 · 1960 · 1961 · 1962 · 1963 · 1964 · 1965 · 1966 · 1967 · 1968 · 1969 · 1970 · 1971 · 1972 · 1973 · 1974 · 1975 · 1976 · 1977 · 1978 · 1979 · 1980 · 1981 · 1982 · 1983 · 1984 · 1985 · 1986 · 1987 · 1988 · 1989 · 1990 · 1991 · 1992 · 1993 · 1994 · 1995 · 1996 · 1997 · 1998 · 1999 · 2000 · 2001 · 2002 · 2003 · 2004 · 2005 · 2006 · 2007 · 2008 · 2009 · 2010 · 2011 · 2012 · 2013 · 2014 · 2015 · 2016 · 2017 · 2018 · 2019 · 2020 · 2021 · 2022